# Algemene staking in België in 1960-1961
De algemene staking in België in de winter van 1960–1961, ook wel de Grote Staking en Staking van de eeuw (Frans: la grève du siècle) genoemd, was een algemene staking in België tegen de voorgestelde besparingen van de regering-G. Eyskens III in de Eenheidswet. De staking begon op 14 december 1960 in heel het land op initiatief van het ABVV en duurde zo'n zes weken voort, voornamelijk in Wallonië. Tijdens de winter van 1960–61 legden 600.000 à 1 miljoen werknemers het werk neer. De staking kan beschouwd worden als de laatste grote opstand van de werkende klasse in België. Ze vormde ook een sleutelmoment in de Waalse Beweging en leidde tot de ontwikkeling van renardisme; ontwikkelingen die de taalstrijd later hetzelfde decennium zouden verscherpen. Hoewel de staking niet in haar doelen slaagde – de Eenheidswet werd goedgekeurd – verzwakte ze de regering-Eyskens, die in februari 1961 viel. Bij de verkiezingen van maart 1961 wonnen de BSP en de Kommunistische Partij van België.

## Zie ook

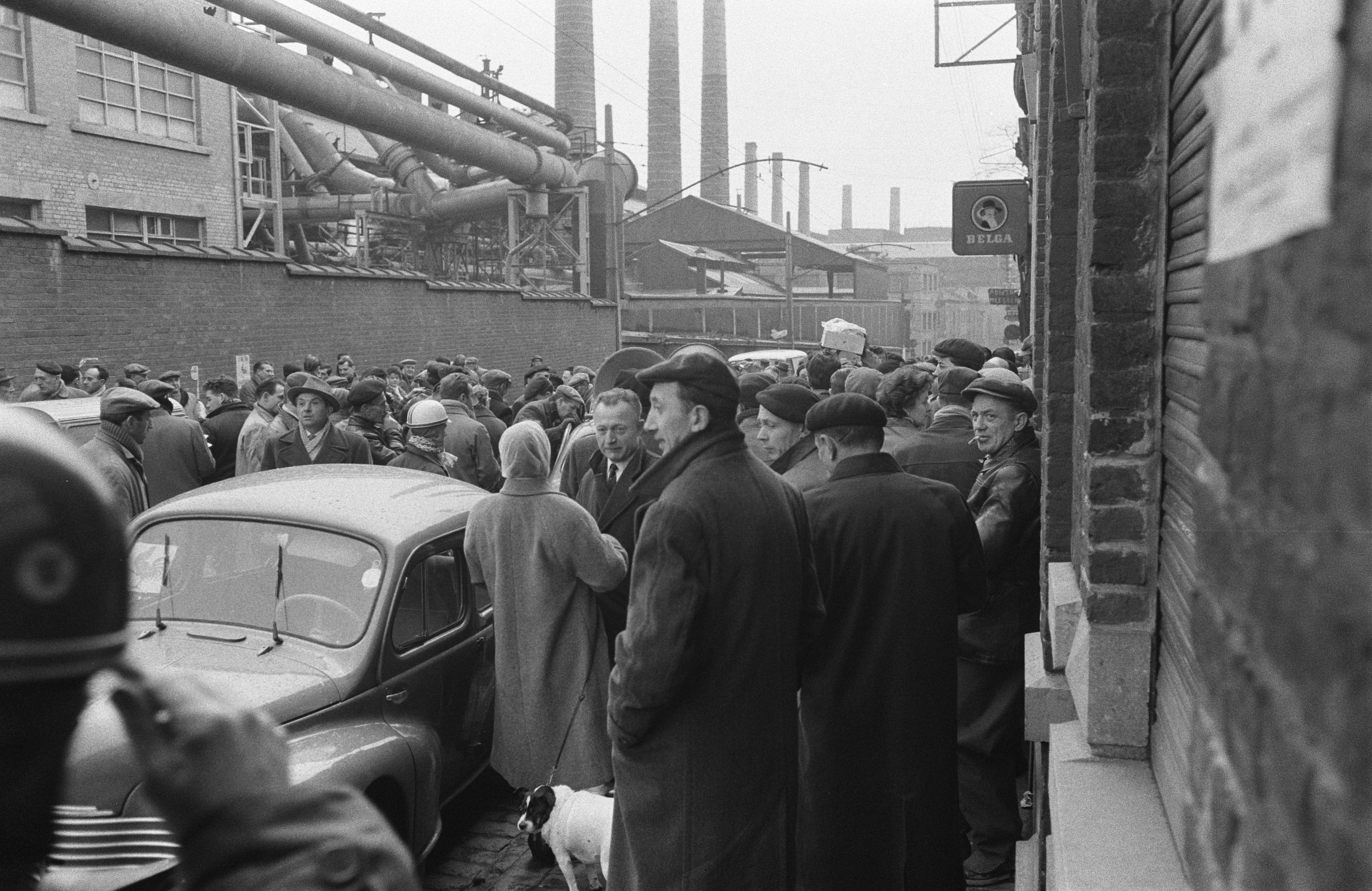
Stakers in Wallonië voor de fabriek